# Haus der Religionen (Bern)

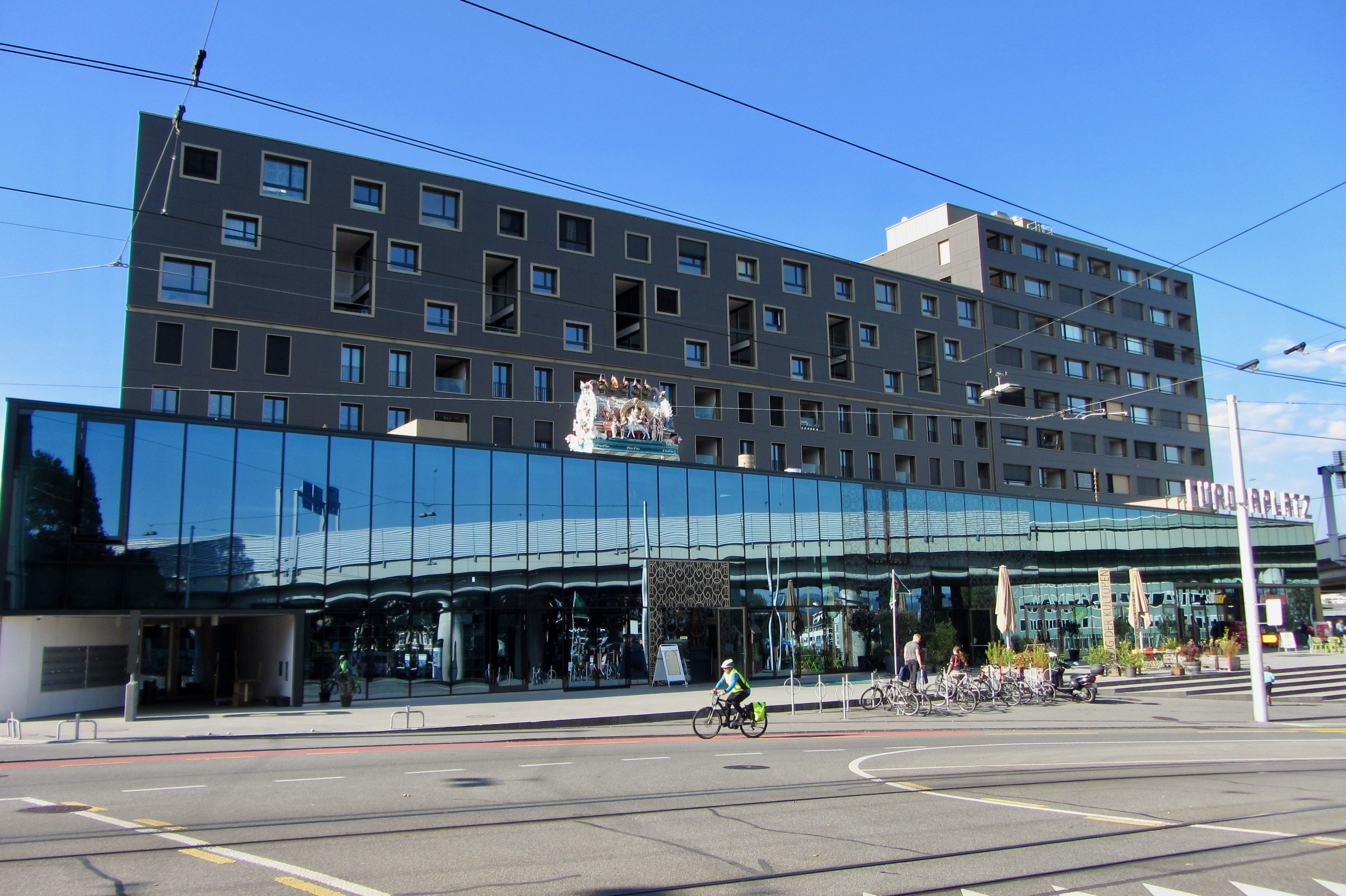
Haus der Religionen – Dialog der Kulturen am Berner Europaplatz

Das Haus der Religionen – Dialog der Kulturen ist ein interreligiöses und interkulturelles Zentrum in Bern, in welchem Christen, Muslime, Buddhisten, Hindus, Aleviten, Juden, Sikh und Bahai vertreten sind. Das Haus wurde am 14. Dezember 2014 eröffnet. Es ist ein Ort der Begegnung und Bildung sowie ein Kompetenzzentrum für interreligiöse Fragen.

## Geschichte
Der im Jahr 2006 mit dem Integrationspreis der Stadt Bern ausgezeichnete Verein Haus der Religionen – Dialog der Kulturen wurde am 25. April 2002 gegründet. Im März 2006 wurde die Stiftung Europaplatz gegründet, die die erforderlichen finanziellen Mittel für das Vorhaben aufbringen soll.
Sakralräume einrichten wollen unter anderem hinduistische und buddhistische Gemeinschaften, die Aleviten sowie die Arbeitsgemeinschaft Christlicher Kirchen im Kanton Bern (AKB). Die Jüdische Gemeinde Bern und die Bahai-Gemeinde wollen keine eigenen Räume einrichten, das Projekt aber ideell unterstützen. Der islamische Kantonalverband Bern (Umma) hat sich nach anfänglichen Zugeständnissen wieder aus dem Projekt zurückgezogen. Der muslimische Verein an der Hochfeldstrasse hat allerdings Interesse bekundet und hat einen Standort am Europaplatz erhalten.
Seit Juni 2025 leitet die frühere Diplomatin Laila Sheikh das Haus der Religionen.

## Bauwerk
Das Gebäude steht in einem Dreieck zwischen der Autobahn und der Bahnlinie am Europaplatz in Bern-Ausserholligen, zwischen Bern-Bethlehem und Bern-Bümpliz. Die Stadt Bern hat im April 2007 die Baubewilligung für das auf 50 Mio. Franken veranschlagte Projekt erteilt. Der Baubeginn wurde bereits mehrfach verschoben. Der erste Spatenstich erfolgte am 27. Juni 2012. Am 14. Dezember 2014 wurde der Bau eröffnet. Am 26. April 2015 wurde die Moschee des Muslimischen Vereins Bern in dem Gebäude eröffnet.
Im Haus der Religionen – Dialog der Kulturen befinden sich folgende Religionsräumlichkeiten:
- Buddhistisches Zentrum
- Dergâh
- Hindutempel
- christliche Kirche
- Moschee

## Religionsgemeinschaften
Folgende Religionsgemeinschaften sind im Haus der Religionen – Dialog der Kulturen vertreten:
- Hinduismus: Hindutempelverein Saivanerikoodam
- Islam: Muslimischer Verein Bern
- Aleviten: Förderverein Alevitische Kultur
- Christentum: Verein Kirche im Haus der Religionen (römisch-katholische Kirche, reformierte Kirchen, äthiopisch-orthodoxe Tewahedo-Kirche und weitere)
- Buddhismus: Interkultureller Buddhistischer Verein Bern
- Bahaitum: Baha'i
- Jüdische Religion: Jüdische Gemeinde Bern
- Sikhismus: Sikh-Gemeinde

### Besonderheiten der Religionsgemeinschaften
Seit 2015 weiht die Berner Hindu-Gemeinschaft Frauen zu Priesterinnen, was in den Herkunftsländern nicht möglich wäre.